# Sabor (Bosna a Hercegovina)
Sabor, celým názvem Sabor Bosne i Hercegovine byl zemský sněm ustanovený v roce 1910 pro Bosnu a Hercegovinu v rámci Rakousko-Uherska. Sněm působil až do atentátu na následníka trůnu Františka Ferdinanda d'Este; v druhé polovině roku 1914 nezasedal a během první světové války byl oficiálně rozpuštěn. Jeho rozhodnutí schvalovaly vlády ve Vídni a v Pešti.
Do sněmu se uskutečnily volby v roce 1910. Jednotlivá místa byla vyhrazena podle náboženských skupin (muslimové, pravoslavní a katolíci). Jeden mandát připadal zástupci židovské komunity. Voleno bylo celkem 72 poslanců, kromě nich zasedalo v parlamentu ještě 20 tzv. virilistů, kteří voleni nebyli.
Kromě Saboru nechalo Rakousko-Uhersko pro Bosnu a Hercegovinu zřídit ještě dva politické orgány, a to Zemskou radu (srbochorvatsky Zemaljski savjet) a regionální radu (srbochorvatsky Kotarsko vijeće).